# Rhaconotus hei
Rhaconotus hei är en stekelart som beskrevs av Sergey A. Belokobylskij och Chen 2004. Rhaconotus hei ingår i släktet Rhaconotus och familjen bracksteklar. Inga underarter finns listade i Catalogue of Life.